# Міністерство енергетики та захисту довкілля України
Міністерство енергетики та захисту довкілля України (Мінекоенерго) — колишнє міністерство України. Створено 2019 року шляхом злиття Міністерства енергетики України та Міністерства екології та природних ресурсів України.
На цьому етапі було створено принципово новий державний орган, що не мав прямого спадкового зв'язку з попередніми міністерствами. Пізніше, в 2020 році об'єднане міністерство було ліквідовано і знову створені нові Міністерство захисту довкілля та природних ресурсів України та Міністерство енергетики України.

## Додатково
Список міністрів екології та природних ресурсів України